# The Retuses
 (avril 2015).
The Retuses est un groupe russe de folk, originaire de Zelenograd, actif entre 2007 et 2014.

## Histoire
Rodionov montre un intérêt pour la musique et la composition de chansons dès son plus jeune âge. Il commence des cours de guitare mais arrête trois mois plus tard pour continuer en autodidacte. Ses sources d'inspiration sont le groupe Beirut et Alexandre Vertinski. Il commence à jouer des improvisations avec Kirill Nazarov, qui sont mises en ligne. 
Nazarov arrête alors la musique, et Rodionov continue de composer seul. En 2009, Kirill Parastaïev se joint à lui, puis d'autres musiciens au fil du temps. La même année sort l'album Echo sous le label Whispering, gratuit. Ils se produisent en public pour la première fois le 12 mai 2009.
En 2010, Rodionov s'adresse à la compagnie Snegiri Music pour le titre Flood ; le manager de ce label le rencontre par la suite pour continuer le partenariat. The Retuses entament alors leur participation à divers festivals, d'envergure diverses. En 2011, quelques pistes du futur album Waltz Baltika! sont publiées sur des sites comme openspace.ru, l'album sortant officiellement lors d'un concert au club moscovite 16 Tons, l'un des concerts qui lancera définitivement la popularité du groupe.
En 2013, le groupe sort l'album Astra, probablement son dernier. Rodionov décide en effet de poursuivre une carrière solo.

## Discographie

### Albums studio
- 2009 : Echo
- 2011 : Waltz Baltika!
- 2013 : Astra
- 2019 : OMYT

### Mini-albums
- 2007 : For a Minute
- 2010 : The Evening Glow